# Eotetranychus natalensis
Eotetranychus natalensis är en spindeldjursart som beskrevs av Meyer 1974. Eotetranychus natalensis ingår i släktet Eotetranychus och familjen Tetranychidae. Inga underarter finns listade i Catalogue of Life.